# Mats Müllern
Mats Anders Müllern, född 6 mars 1965 i Stockholm, död 4 mars 2020 i Uppsala, var en svensk översättare. Från turkiska har han bland annat översatt 2006 års nobelpristagare Orhan Pamuk.

## Översättningar (urval)
- Hamdi Özyurt: Olycksfåglarna (Apec, 2006)
- Ayfer Tunç: Sagan om herr Aziz (Aziz Bey Hadisesi) (Storge, 2010)
- Oya Baydar: Förlorade ord (2244, 2012)